# Splash FM
Splash FM was een commercieel Nederlands internetradiostation, opgericht door Robin Clement en Gerard Krom op 13 april 2007 en ontbonden op 16 november 2013.

## Geschiedenis
Het station begon aanvankelijk als internetradiostation, maar zond ook korte tijd uit op de kabel in zuidelijk Flevoland.
Begin 2009 werden Tezija en Keyra toegevoegd aan het uitzendschema van Splash FM met hun programma Club Nation. In de zomer van 2009 verlieten zij het station echter weer.
Sinds 14 februari 2009 zijn er op zaterdagmiddag en -avond rechtstreekse uitzendingen te beluisteren, zoals het programma Paul in the 90's en Simply Paul en Strictly Dance. Naast de reeds bestaande programma's Nooduitgang, pre-party op donderdag, dance-classics op vrijdag en dagelijks René in de morgen en in de middag (inmiddels niet meer op de zender), is dit een enorme uitbreiding aan gepresenteerde programma's.
Op 8 april 2009 ging het programma LIVE Almere DEZE WEEK van start, dat elke woensdag live werd gepresenteerd door Paul van Dam en Gerard de Ridder, met het laatste nieuws uit Flevoland, een en ander in samenwerking met huis-aan-huiskrant Almere Deze Week. Van Dam beëindigde in september 2009 echter de samenwerking met Splash FM en het programma ging door onder de titel Live De Ridder.
Splash FM is op 16 november 2013 gestopt met uitzenden. Zij hebben dit bekendgemaakt middels een bericht op Facebook.
Eind 2019 maakte Robin & Gerard bekend dat Splash FM terugkomt. In 2020 zal Splash FM weer te beluisteren zijn via internet. Terug van weggeweest maar nog steeds "Het frisse geluid van je radio!"

## Muziekaanbod
De muziekkeuze werd vooral bepaald door de luisteraar en was gevarieerd. Via de website van het station was het mogelijk om als luisteraar 24 uur per dag muziek aan te vragen. Wanneer er geen rechtstreekse uitzending plaatsvond, werd er uitgezonden via een geautomatiseerd systeem.